# Pro Cycling Manager 2008
Pro Cycling Manager 2008 è un videogioco di ciclismo della serie Pro Cycling Manager.
Oltre a un generale restyling grafico, introduce per la prima volta nella serie le gare su pista. In queste gare al giocatore è richiesto di gestire un singolo ciclista, in competizione contro un massimo di 15 atleti, su 3 modalità: Corsa ad eliminazione, Keirin, e Sprint.